# 1er régiment de dragons de la Garde « reine Victoria de Grande-Bretagne et d'Irlande »
Pour les articles homonymes, voir 1er régiment.
Le 1er régiment de dragons de la Garde « reine Victoria de Grande-Bretagne et d'Irlande » est un régiment prussien de cavalerie.

## Caractéristiques
Le régiment est formé le 21 février 1815 et est stationné à Berlin. Il fait partie du corps de la Garde.
Au printemps 1914, il fait partie de la structure de la 3e brigade de cavalerie de la Garde, issue de la division de cavalerie de la Garde.

## Commandants
- 1815 Wilhelm von Zastrow (de)
- 2 avril 1820 Ulrich von Barner (de)
- 30 mars 1836 Gottfried von Katte (de)
- 1843 Ferdinand von Dobeneck (de)
- 4 novembre 1847 Gustav Adolf von Schlemüller
- 1851 comte von Poelzig
- 1852 Frédéric-Charles de Prusse
- 24 avril 1854 Karl von Griesheim
- 4 avril 1857 Wilhelm Alexander von Salisch (de)
- 2 janvier 1859 Louis Ernst Eduard von Borstell (de)
- 1863 Albert de Prusse
- 1866 Friedrich von Barner (de)
- 1869 Adalbert von Auerswald (de)
- 1870 Adolf von Brozowski (de)
- 1876 Friedrich Ernst Adolf von Willisen
- 1879 Richard von Gottberg (de)
- 1881 von Brünneck
- 1885 von Schachten (de)
- 1889 von Kotze
- 1891 von dem Knesebeck (de)
- 14 juillet 1895 Eugen von Falkenhayn (de)
- 1898 Friedrich von Rauch
- 1902 von Loebenstein